# Sapporo Teine

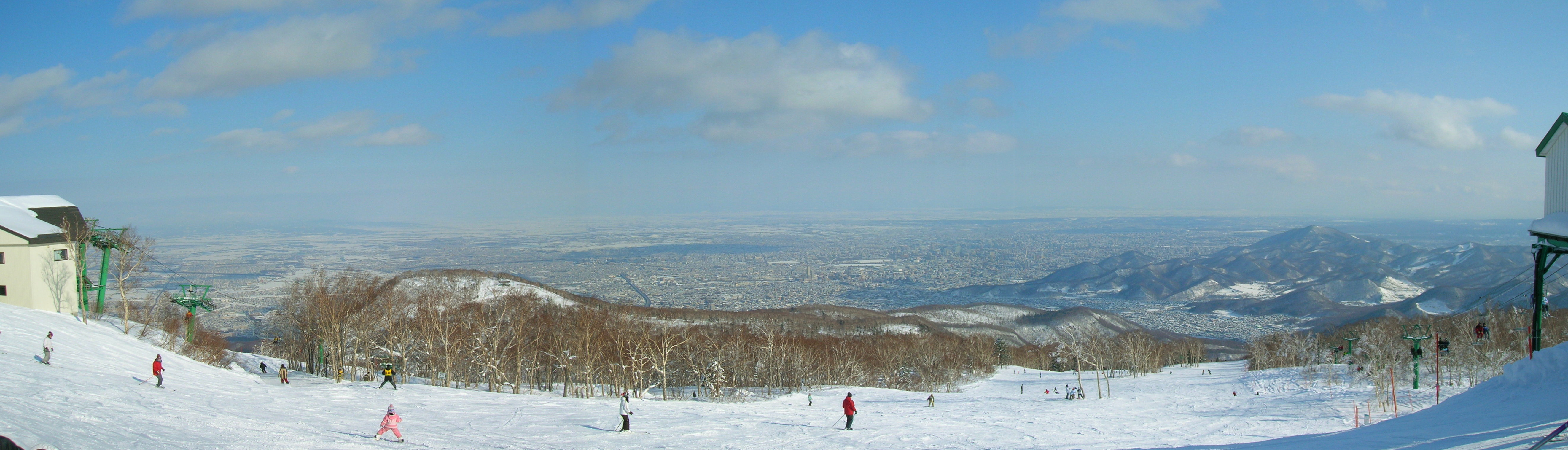
Panorama-Ansicht

Sapporo Teine (jap. サッポロテイネ) ist ein Wintersportgebiet in Sapporo, der Hauptstadt der japanischen Präfektur Hokkaidō. Es befindet sich im Stadtbezirk Teine-ku am Nordhang des 1023,1 m hohen Berges Teine. Besitzer ist das Tourismusunternehmen Kamori Kankō, das auch einen Vergnügungspark und einen Golfplatz im unteren Bereich des Berges betreibt. Internationale Bekanntheit erlangte das Gebiet durch verschiedene Wettbewerbe der Olympischen Winterspiele 1972.

## Einrichtungen

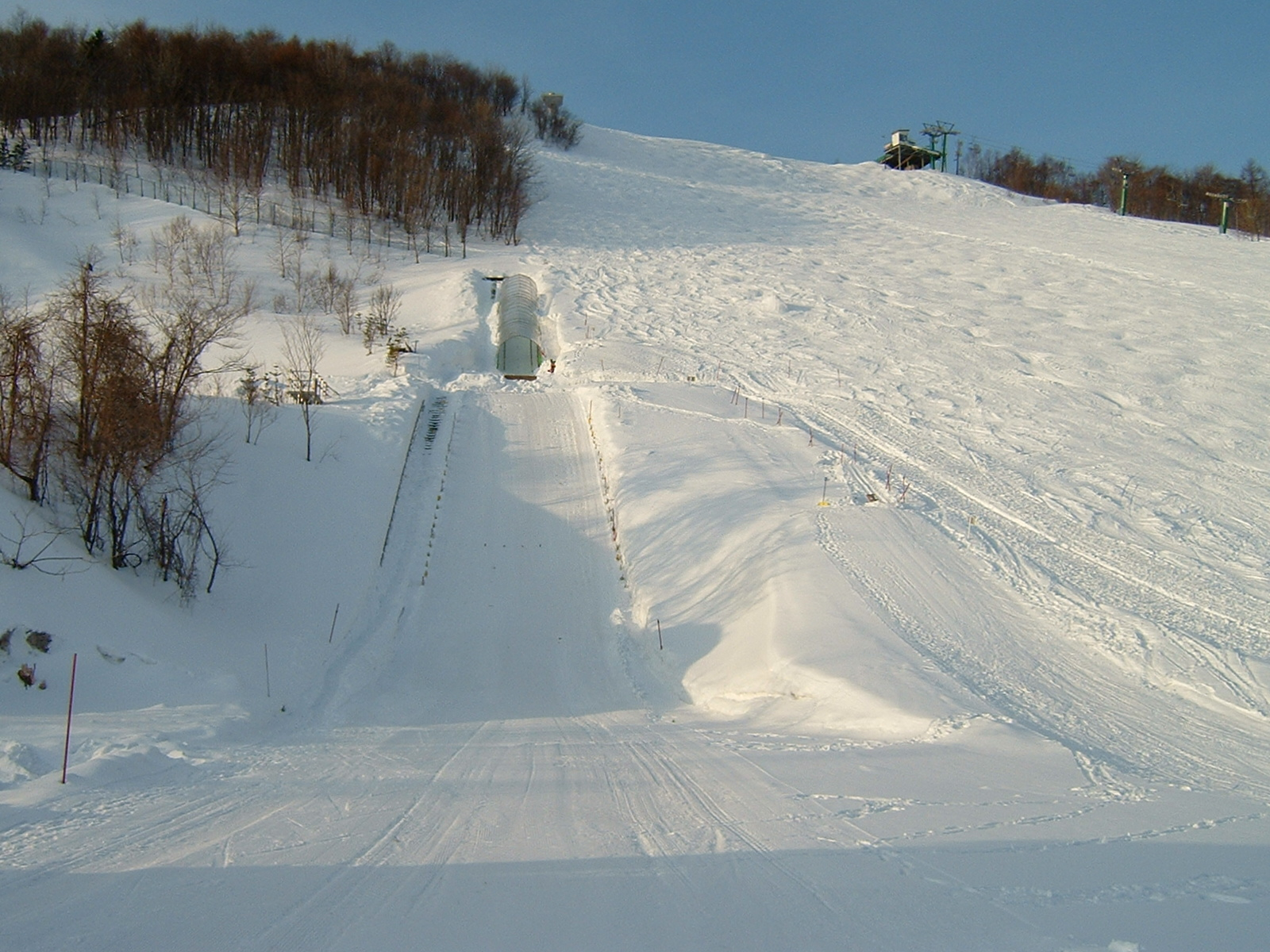
Teineyama-Schanze

Das im Jahr 1965 eröffnete Wintersportgebiet setzt sich aus der oberen „Highland Zone“ und der unteren „Olympia Zone“ zusammen. Erstere ist eher auf geübte Skifahrer und Snowboarder zugeschnitten, letztere eher auf Anfänger. Eine Gondelbahn und sechs Sesselbahnen erschließen eine Fläche von 76 Hektar. Der höchste Punkt befindet sich auf dem Gipfelplateau, der tiefste auf 340 m T.P., was einem Höhenunterschied von 683 m entspricht. Die längste Piste ist sechs Kilometer lang, die steilste hat ein Gefälle von bis zu 38°. In der Highland Zone dauert die Wintersaison von Mitte November bis Anfang Mai, in der Olympia Zone von Anfang Dezember bis Ende März.
In der Olympia Zone gibt es beleuchtete Pisten, einen Funpark, einen Skicross- und Snowboardcross-Kurs sowie eine Kinderzone. In diesem Bereich steht seit 1999 auch die Teineyama-Schanze (jap. 手稲山シャンツェ, Teineyama shantse), eine kleine Skisprungschanze für Anfänger (Hillsize: 33 m, K-Punkt: 30 m).
Während der Sommersaison bietet der Berg verschiedene Wanderwege und einen kleinen Vergnügungspark mit Riesenrad. Der Golfplatz besteht aus drei 9-Loch-Kursen mit unterschiedlichem Schwierigkeitsgrad.

## Olympische Winterspiele 1972
Sapporo Teine war während der Olympischen Winterspiele 1972 der Schauplatz verschiedener Wettbewerbe in den Sportarten Bobfahren, Rennrodeln und Ski Alpin.

### Ski Alpin
Für die alpinen Skirennen standen in Gipfelnähe drei Pisten zur Verfügung, die in den Jahren 1968 bis 1970 angelegt worden waren: die Riesenslalom-Piste der Männer am Nordwesthang, die Riesenslalom-Piste der Frauen am Nordosthang und die Slalom-Piste (für beide Geschlechter) am Nordhang. Auf ersterer mussten 12.000 m² Fels bewegt werden. Die Gesamtkosten betrugen 949 Mio. Yen. Wegen des zu geringen Höhenunterschieds am Teine fanden die Abfahrtsläufe am Eniwa statt. Zwar machte der Alpine Skiweltcup nie Station in Sapporo Teine, doch wurden hier zahlreiche wichtige Skirennen wie z. B. die Winter-Universiade 1991, die Winter-Asienspiele 2017 oder FIS-Rennen im Rahmen der Internationalen Myasawa-Skispiele ausgetragen. Hinzu kommen Rennen auf regionaler und nationaler Ebene.
| Disziplin           | Länge  | Start      | Ziel       | Höhenun- terschied | max. Gefälle |
| ------------------- | ------ | ---------- | ---------- | ------------------ | ------------ |
| Riesenslalom Männer | 1089 m | 952 m T.P. | 550 m T.P. | 402 m              | 37°          |
| Riesenslalom Frauen | 1232 m | 982 m T.P. | 625 m T.P. | 357 m              | 28°          |
| Slalom Männer       | 0531 m | 795 m T.P. | 567 m T.P. | 228 m              | 35°          |
| Slalom Frauen       | 0449 m | 751 m T.P. | 567 m T.P. | 184 m              | 35°          |

### Bob- und Rodelbahnen
Die Bobbahn am Teine war die erste überhaupt in Japan. Sie wurde ins Erdreich gegraben und mit Stahlbeton ausgekleidet, zu Beginn der Saison verstärkte man die Kurven und einen Teil der Geraden mit Eisblöcken oder gepresstem Schnee. Da die Bahn keine Kühlanlage besaß, war sie technisch gesehen eine Natureisbahn. Die Bauarbeiten begannen im Oktober 1969 und waren im Februar 1970 abgeschlossen. Anschließend war die Bahn im Rahmen des Japanischen Wintersportfests erstmals in Betrieb. Bis Januar 1972 erstellte man Tribünen und mehrere Dienstgebäude. Die Kosten betrugen 433 Mio. Yen. Für die Rennrodler baute man in der Nähe eine eigene Bahn, die zwar kürzer, aber auch steiler war. Hier betrugen die Baukosten 277 Mio. Yen.
Aufgrund der zu geringen Nachfrage nach der Eröffnung der Bobbahn Spiral in Nagano, dem Austragungsort der Winterspiele 1998, wurde die Teine-Bobbahn im Februar 2000 geschlossen. Im Rahmen der möglichen Kandidatur für die Winterspiele 2026 oder 2030 ist ein Neubau am selben Ort vorgesehen. Die Rodelbahn ist bereits 1985 abgebrochen und in eine Skipiste umgewandelt worden.
| Sportart   | Länge  | Start      | Ziel       | Höhen- unterschied | ⌀ Gefälle | Kurven |
| ---------- | ------ | ---------- | ---------- | ------------------ | --------- | ------ |
| Bobfahren  | 1563 m | 495 m T.P. | 363 m T.P. | 132 m              | 8,4 %     | 14     |
| Rennrodeln | 1023 m | 443 m T.P. | 342 m T.P. | 101 m              | 9,9 %     | 14     |